# Полярис (рассказ)
«Полярис» (англ. Polaris) или «Полярная звезда» — короткий рассказ, написанный американским писателем Говардом Филлипсом Лавкрафтом в 1918 году. Впервые был опубликован в декабре 1920 года в журнале «Philosopher». Рассказ является первым произведением, написанным в рамках «Цикла Снов». В основу сюжета лёг сон Лавкрафта и в последующих произведениях автор будет использовать этот метод.

## Сюжет
Рассказчик, чье имя не называется, смотрит из окна больницы на созвездия Кассиопеи, Волосы Вероники, Альдебарана; астеризм Чарльз Уейн и Полярную звезду. Засыпая он переносится в Страну снов, в город Олатоэ, что в стране Ломар. 
Тихий и сонный город лежал на странном плато Саркис во впадине между странными вершинами Нотон и Кадифонек. Из призрачного мрамора были его стены, башни, колонны, купола и мостовые. На улицах возвышались столпы, на верху которых были высечены бородатые мужья. Долго смотрел я на город, но день все не наступал. Люди, странно одетые, но вместе с тем благородные и знакомые мне, вышли наружу, и под рогатым убывающим месяцем говорили мудрые слова на языке, который я понимал, хотя он и не был похож ни на один из известных языков. Когда Альдебаран прополз половину своего пути по горизонту, снова наступили темнота и молчание. 
На небе в этом мире другие созвездия (возможно те, что были в древнюю эпоху Земли). Поначалу рассказчик был бестелесным наблюдателем, но постепенно он превращается в полноценного жителя города и обретает физическую форму. Став ломарцем он получает право высказывать свое мнение на площади с другими рослыми, сероглазыми мужами. Он изучает тайные знания Зобнийских Отцов (англ. Zobnarian Fathers) и знание небес из «Пнакотических манускриптов» в Пинакотеке. Раньше люди Ломара жили на севере, в городе Зобна, но были вынуждены уйти оттуда из-за наступления снегов. Тогда командир Алос призывал ломарцев поддержать традиции предков, которые победили волосатых длинноруких каннибалов Гнопх-Кехов, когда им пришлось двинуться на юг, отступая перед надвигающимся снегами (точно так же их потомки когда-нибудь будут вынуждены бежать с земли Ломара). Приходят известия, что на город Дайкос нападают Инуты — злобные низкорослые враги с Запада. Инуты устремились на плато. Алос назначил рассказчика дозорным на сторожевой башне Тапнен (англ. Watch-tower Thapnen). Он должен подать сигнал, когда Инуты пройдут к цитадели. Рассказчик видит с башни красную луну, мерцающую сквозь дымку испарений, нависших над долиной Баноф. Внезапно его склоняют в сон чары Полярной звезды, которая шепчет ему на ухо слова заклинания, словно злой Дух-искуситель: 
```
Спи, пока пройдут на свете
Двадцать шесть тысячелетий,
И тогда вернусь туда,
Где сияла я, звезда.
А меж тем оси земной
Звёзд иных коснётся строй,
Чей безмолвный сонный взгляд
Льёт забвенья сладкий яд.
И когда свершу свой круг,
Прошлое припомнишь вдруг.
```

Рассказчик просыпается в палате и с тех пор уверен, что всё, происходящее вокруг — сон, а его видения, — правда. Он должен спасти Олатое и умоляет санитаров разбудить его. Люди кажутся ему демонами и существами из сна (англ. Dream-creatures). Они смеются над ним и говорят, что страны Ломар не существует; а в месте, где Полярная звезда стоит высоко, а Альдебаран низко, уже в течение тысяч лет лежат снега, и живут низкорослые желтокожие туземцы — инуиты.

## Персонажи
- Рассказчик — сновидец, который впервые посещал Страну снов. Сначала герой был бестелесным наблюдателем, а затем обрел физическую форму и стал настоящим ломарцем. Он был слаб и подвержен непонятным обморокам при физических и нервных перегрузках. Ежедневно он изучал манускрипты, собранные в Пинакотеке, и мудрость Отцов Зобны. Герой был утомлен и болезненно возбужден от того, что он не спал несколько суток, но его намерение помочь в обороне Олатое было твердо, ибо он любил свою родную страну Ломар.
- Алос (англ. Alos) — командующий войсками Олатоэ и всех сил плато Саркис, друг рассказчика. Он выступал одним из ораторов на большой площади и речь его услаждала душу, потому что это была речь настоящего человека и патриота. Алос руководил обороной Олатоэ и призывал храбрейших из ломарцев, поддержать славные традиции предков, которые доблестно и победоносно отбросили волосатых длинноруких каннибалов Гнопх-Кехов, преградивших им путь.
- Ломарцы (англ. People of Lomar) — «люди Ломара». Странно одетые граждане, но вместе с тем благородные, рослые и сероглазые, бородатые суровые мужья. Каждый житель имел право как оратор обсудить свое мнение на общественной площади. В повести «Сомнамбулический поиск неведомого Кадата» приводится описание Ломарцев как волосатых существ с двумя парами ног.
- Инуты (англ. Inutos) — злобные, низкорослые, желтые враги, которые нападали Ломар откуда-то с Запада. Приземистые создания были сильны в военном искусстве и не признавали правил чести. Вероятно название похоже на инуиты.
- Гнопх-кехи (англ. Gnophkeh), в других переводах Гнопкеи, Гнофкеи, Гнофкес — волосатые длиннорукие каннибалы, которые жили в землях на юг от Зобны.
- Полярная звезда (англ. Polaris) — сверхъестественная сущность.Полярная звезда колыхалась, словно живая, и косилась, словно, злой Дух-искуситель. Казалось, что "душа ее нашептывает недобрые советы, убаюкивая и внушая предательскую дремоту монотонным ритмическим обещанием, и повторением снов заклинания. Злобная чудовищная Полярная звезда глядела вниз с черного небосвода, издевательски подмигивая, как вперившийся глаз безумного божества, который силится передать какую-то весть, но не может вспомнить ничего, кроме того, что эту весть он когда-то знал.

## Вдохновение
Как и многие произведения Лавкрафта «Полярная звезда» отчасти была вдохновлена сном, который он описал в письме: 
«Несколько дней назад мне приснился сон об странном городе — о городе множества дворцов и позолоченных куполов, лежащем в низине меж грядами серых, жутких холмов… Я, так сказать, наблюдал этот город визуально. Я был в нём и рядом с ним. Но я определённо был лишен телесного воплощения… Я помню свое любопытство и мучительные попытки вспомнить, что это за место, ибо мне казалось, что я хорошо его знал, и что, сумей я его вспомнить, я вернусь в очень далекий период — на многие тысячи лет в прошлое, когда произошло нечто смутно ужасное. Один раз я был почти на грани осознания и был безумно напуган этой перспективой, хотя и не знал, что именно мне придется вспомнить. Но тут я проснулся… Я пересказываю все в таких подробностях, что сильно меня впечатлили».
Лавкрафт говорил, что ему часто снился странный город, описание которого было похоже на Олатоэ. Как и герой рассказа, Лавкрафт присутствовал в этом городе, ходил по нему, но не принимал какого-либо участия в происходящих событиях. Позже Лавкрафт опишет подобным образом историю Рэндальфа Картера в повести «Сомнамбулический поиск неведомого Кадата». В английской литературе часто описываются Иные миры, такие как «Мир фей» или «Страна богов».
Критик Уильям Фулвилер пишет, что «Полярис» — один из самых автобиографических рассказов Лавкрафта, отражающая его чувство вины, разочарования и бесполезности во время Первой Мировой войны. Как и рассказчику, Лавкрафту было отказано в воинской службе, потому что он «был слабым и подвержен странным обморокам, когда подвергался стрессу и трудностям».

Лавкрафт отмечал особое сходство литературного стиля «Полярис» со стилем произведений лорда Дансени, с которым он познакомится только через год. Он пишет: «Полярис весьма интересен тем, что я написал его в 1918 — до того, как прочел хоть слово из лорда Дансени. 
Некоторым трудно в это поверить, но я могу предоставить не только заверения, но и полное подтверждение того, что это правда. Это просто случай похожих взглядов на встречу с неведомым и порождение похожего багажа мифических и исторических знаний. Отсюда сходство в атмосфере, вымышленных названиях, обращении к теме снов и т. д.». 
«Энциклопедия Лавкрафта» утверждает, что Лавкрафт и Дансени оба писали под влиянием творчества Эдгара По.
В рассказе используется староанглийская форма выражения «Мне кажется» (англ. Methought), которую использовал Уильям Шекспир. Это слово намекает на то, что каждый читатель воспринимает элементы жанра ужасов по своему, а персонажи Лавкрафта всегда передают личные ощущения вместо детального описания.
Лавкрафт впервые упоминает в этом рассказе «Пнакотические манускрипты» — первый из вымышленных текстов, что будут часто появляться в «Мифах Ктулху».

## Страна снов
Лавкрафт впервые создает Страну снов в этом рассказе, хотя, в данном произведении эта идея еще только развивалась. В рассказе «Безымянный город» Лавкрафт представляет уже проработанную концепцию Страны снов.
Мифология Древнего Египта часто служит фоном для «Лавкрафтовских ужасов», а также её использовал Эдгар По, последователем которого является сам Лавкрафт. В Древнем Египте появилось понятие «Мир Грёз». Концепция души описывает, что человек во сне путешествует как сновидец в Мире сновидений, где он встречает умерших, демонов, духов и богов. «Великая Книга неба», «Книга Небесной Коровы» и «Книга врат» описывают вход в Иной мир, что находится в небе, у Полярной звезды. Астрономия Древнего Египта описывает, что в Ином мире существует другое небо, солнце, планеты и другая Полярная звезда — Тубан, которой соответствует богиня Исида Хесамут, «госпожа звёзд». Книга «Амдуат» описывает Загробный мир, что находится на Западе в Ином мире.
Лавкрафт упоминает славные традиции предков, что занимают особенное место в Древнегреческой литературе. Каждый житель Ломара мог высказывать свое мнение как оратор на площади — это напоминает Древнегреческое право. Название города Олатое имеет греческие формы; в городе много статуй — это напоминает скульптуру Древней Греции. Плато Саркис похоже на Саронические острова. Сновидцы попадают в Страну снов в особых местах или когда к ним приходят видения, а герой смотрел для этого на Полярную звезду. Ломар называют королевством — это похоже на Великобританию. Жители Ломара описаны как суровые мужи, пришедшие с заснеженного севера, которые оттеснили каннибалов, преграждавших им путь — это может быть похожим на переселенцев времен колонизации Америки. В рассказе «Улица» похожими словами описаны первые переселенцы.
Полярная Звезда не находится постоянно над Северным Полюсом, и вследствие прецессии земной оси, проходит 26000 лет, прежде чем она возвращается в данное положение звездной карты. Когда были возведены Египетские Пирамиды, то Полярной звездой в то время была Альфа Дракона, а спустя 13000 лет ей станет Вега. Однако сновидец отмечает, что день не сменяет ночь ибо это место находится вне времени. Лавкрафт пишет не только о необычном сне, а также, как и в рассказе «Склеп», о случае одержимости духом дальнего предка — на что указывает стихотворение в тексте, в котором к рассказчику обращается Полярная Звезда. Иначе говоря, дух предка вернулся спустя 26000 лет и отождествляется с божеством или Духом его потомка.

## География
- Ломар (англ. Lomar) — королевство в Стране снов с обширными равнинами, горами и плато. Границы королевства опустошали Инуты, что осаждали многие города.
- Олатое (англ. Olathoë) — город-цитадель расположенный на плато Саркиа (англ. Plateau of Sarkis) между горами Нотон (англ. Noton) и Кадифонек (англ. Kadiphonek). Из призрачного мрамора были его стены и башни, его колонны, купола и мостовые. На мраморных улицах возвышались мраморные столпы, на верху которых были изваяны лица бородатых суровых мужей. Инуты пытались захватить гарнизон цитадели врасплох пробравшись по узкому проходу позади пика Нотон, тогда как главный герой стоял на страже в башне Тапнен (англ. Thapnen).
- Дайкос (англ. Daikos) — город, что находится в отдалении от Олатое; пал под натиском захватчиков Инутов.
- Зобна (англ. Zobna) — город на севере королевства Ломар, в котором раньше жили люди из Олатое. Отступая перед надвигающимся ледяным покровом они отбросили волосатых длинноруких каннибалов Гнопх-Кехов, преградивших им путь. Точно так же их потомки когда-нибудь будут вынуждены бежать с земли Ломара на юг перед наступающими льдами.
- Долина Баноф (англ. Valley of Banof) — далекая впадина на плато, над которой нависла дымка испарений. Возможно, это место Лавкрафт позже будет описывать как Страна кошмаров или чистилище.

## Комментарии
1. ↑  Здесь и далее все имена и названия приводятся по переводу Л. Биндеман.